# Methoserpidine
Methoserpidine là một loại thuốc hạ huyết áp liên quan đến reserpin.